# Horizontaal
Een vlak, of ook een lijn, is horizontaal of waterpas als het loodrecht staat op de richting van de zwaartekracht. Men kan zeggen dat de richting evenwijdig is aan de horizon. Lokaal gezien liggen de punten van het vlak of de lijn alle op dezelfde hoogte. Het begrip horizontaal is een relatief begrip en afhankelijk van de plaats van de waarnemer. Door de kromming van de aarde liggen de punten die met een waterpas zijn uitgemeten, op een gebogen oppervlak. De richting van de zwaartekracht, de loodlijn, wordt verticaal genoemd. 

## Definities

### Het vlak door de horizon
Horizontaal is evenwijdig aan de horizon (kim). Door de kromming van de aarde zijn de waterpasse vlakken echter niet vlak, maar gebogen.  Deze definitie van horizontaal is afhankelijk van de plaats en de hoogte van de waarnemer. Ten gevolge van de kromming van de aarde zal, afhankelijk van de hoogte van de waarnemer de horizon (kim) lager liggen. Als gevolg van de kromming van lichtstralen wordt de kim bovendien lager dan in werkelijkheid waargenomen (kimduiking).

### Geoïde

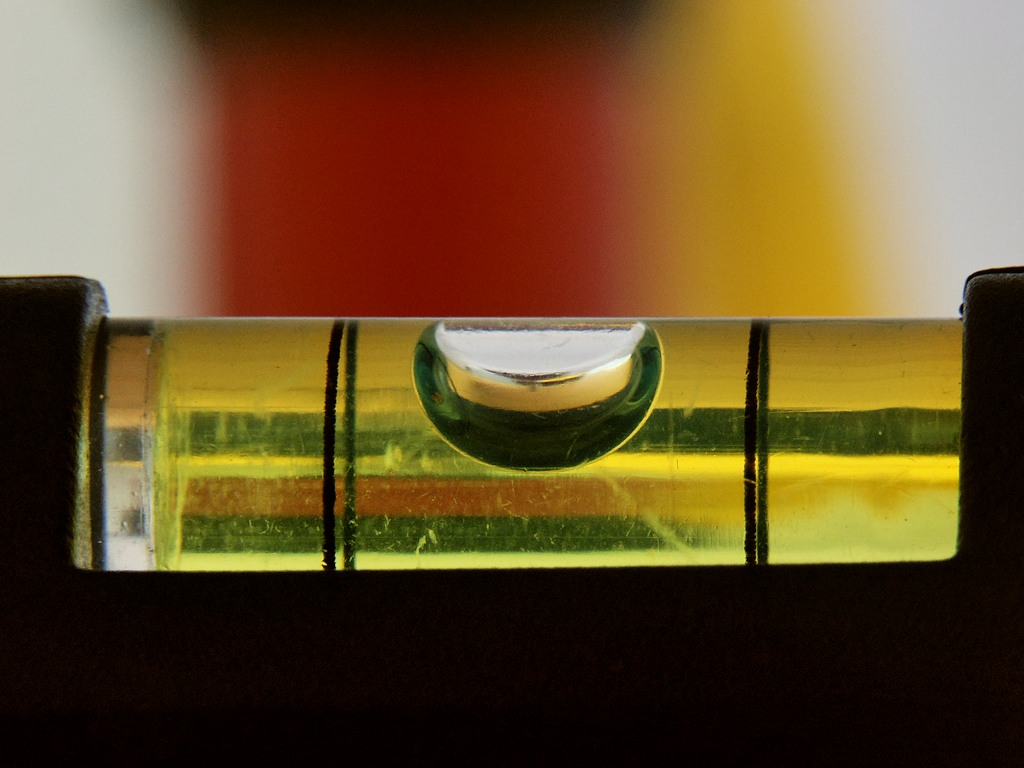
Met een waterpas kan bepaald worden of iets horizontaal is.

Met een lokaal horizontaal vlak wordt een vlak bedoeld loodrecht op de richting van het schietlood, ter plaatse van de waarnemer. Ook met een waterpas bepaalt men wat horizontaal is. In beide gevallen wordt de richting van de zwaartekracht gemeten. Die wijst niet precies richting middelpunt van de planeet. Dus het met een waterpas of schietlood bepaalde horizontale 'vlak' is niet precies hetzelfde als het vlak van de punten die op gelijke afstand tot het middelpunt van de aarde (of een andere planeet) liggen. Als er geen verstoringen waren van bijvoorbeeld wind en getij, dan zou de nabijheid van bergen en dalen, maar ook de samenstelling van de grond nog steeds veroorzaken dat het wateroppervlak niet precies als een ellipsoïde (een iets aan de polen afgeplatte bol) rond de draaiende aarde zou staan. De waterpas bepaalt lokaal de raaklijn aan een enigszins grillig vlak waar dezelfde zwaartekrachtpotentiaal heerst: de geoïde.

### Ellipsoïde
Hoogte wordt gedefinieerd als de afstand ten opzichte van het middelpunt van de aarde. GPS-apparatuur geeft hoogtes weer ten opzichte van een ellipsoïde: WGS84.

## Overdrachtelijk
Voor iemand die staat, verloopt horizontaal van links naar rechts, en verticaal van boven naar beneden. Een foto of andere afbeelding wordt altijd zo bekeken dat onze blik van links naar rechts gaat voor horizontale richtingen en van boven naar beneden voor verticale. Daarvan afgeleid noemen we de gewone schrijfrichting, de regel, horizontaal en de richting waarin de regels elkaar opvolgen verticaal. De termen horizontaal en verticaal duiden op die manier ook de richtingen aan in kruiswoordpuzzels, waar de woorden horizontaal (in de gewone schijfrichting) of verticaal (haaks daarop) moeten worden ingevuld.
Men spreekt ook van een horizontale of platte organisatie om aan te geven dat het gaat om een groep van min of meer gelijken, zonder grote hiërarchische verschillen.
In de Nederlandse politieke geschiedenis waren de horizontalen communisten die zich halverwege de jaren '80 losmaakten van de CPN. Zie VCN, Partij van Communisten in Nederland.